# Anafi: Anatοliko kai Voreiο tmima kai guro nisides
Anafi: Anatοliko kai Voreiο tmima kai guro nisides este o arie protejată (arie de protecție specială avifaunistică — SPA) din Grecia întinsă pe o suprafață de 9.993,83 ha, integral pe uscat.

## Localizare
Centrul sitului Anafi: Anatοliko kai Voreiο tmima kai guro nisides este situat la coordonatele 36°16′24″N 25°55′12″E / 36.273433°N 25.919928°E.

## Înființare
Situl Anafi: Anatοliko kai Voreiο tmima kai guro nisides a fost declarat arie de protecție specială avifaunistică în octombrie 2001 pentru a proteja 14 specii de animale.

## Biodiversitate
Situată în ecoregiunile marină mediteraneană și mediteraneană, aria protejată nu include niciun habitat protejat.
La baza desemnării sitului se află mai multe specii protejate de  păsări (14): fâsă-de-câmp (Anthus campestris), lăstunul mare (Apus apus), șorecarul comun (Buteo buteo), caprimulg (Caprimulgus europaeus), lăstun de casă (Delichon urbicum), Emberiza caesia, Falco eleonorae, șoim călător (Falco peregrinus), rândunică (Hirundo rustica), grangur (Oriolus oriolus), Phalacrocorax aristotelis desmarestii, corcodel mare (Podiceps cristatus), corcodel-cu-gât-negru (Podiceps nigricollis), Tachymarptis melba.